# Helge Linden

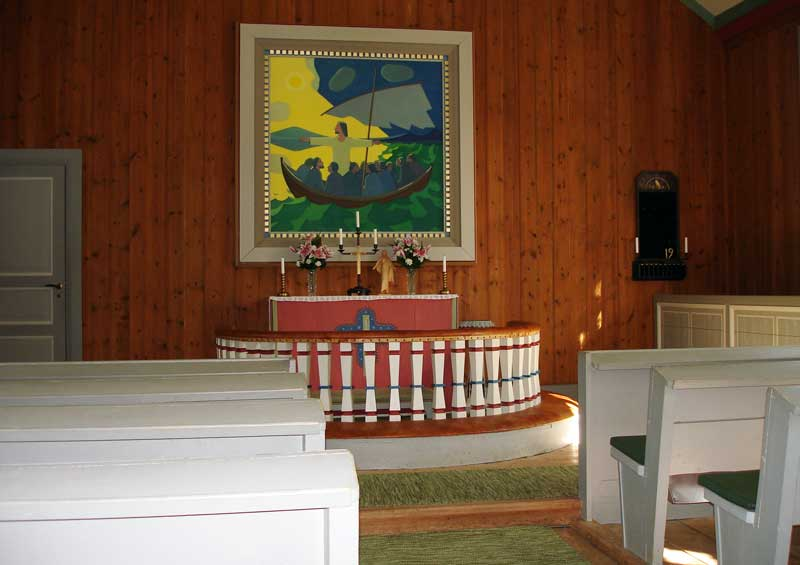
Altartavlan Jesus stillar stormen av Helge Linden i Ankarede kapell

Helge Karl Gustaf Linden, född 26 september 1897 i Umeå, död 27 april 1961 i Umeå, var en svensk målare.

## Konstnärskap
Helge Linden gjorde en framgångsrik utställning i Stockholm 1938 efter studier vid Wilhelmsons målarskola i Stockholm 1922–1925. Han gjorde också flera studieresor till Italien 1925–1926 samt till Tyskland och Frankrike 1926–1931. Efter sitt genombrott återvände han till hemstaden Umeå och var verksam där resten av sitt liv.
Linden hämtade sina motiv i det västerbottniska och hans måleri präglades av stillhet och vemod, ofta återgivande scenerier med skymning och motljus i dämpade färger. Formerna var strama och renodlade, omgivna av mörka konturer. Han brukar nämnas bland de främsta representanterna för den svenska purismen, som karaktäriseras av detaljlöshet och stora hela ytor, och  han var under 1940- och 1950-talen Norrlands mest uppmärksammade målare.
Lindens konst finns representerad bland annat på Moderna museet Göteborgs konstmuseum, Sörmlands museum och museer i Umeå, Östersund och Borås. Han har också gjort offentliga verk i form av väggmålning i Haparanda småskoleseminarium och apoteket Järven i Umeå, samt altartavla i Ankarede kapell.

## Stiftelse
Till Lindens minne grundade Västerbottens läns konstförening 1967 Stiftelsen Helge Lindens minne med syfte att i Umeå driva en konstsamling med representativ nationell konst. Genom stora donationer och kompletterande inköp förverkligades syftet. Sedan 1995 svarar Västerbottens museum för samlingarna.